# Volta ao Alentejo 2014
La Volta ao Alentejo 2014, trentaduesima edizione della corsa, valevole come prova del circuito UCI Europe Tour 2014 categoria 2.2, si svolse in 5 tappe dal 26 al 30 marzo 2014 per un percorso totale di 896,8 km, con partenza da Castelo de Vide ed arrivo ad Évora. Fu vinta dallo spagnolo Carlos Barbero della squadra Euskadi, che si impose in 22 ore 3 minuti e 37 secondi alla media di 40,65 km/h.
Al traguardo finale di Évora 102 ciclisti completarono la gara.

## Tappe
| Tappa  | Data     | Percorso                    | km    | Vincitore di tappa | Leader cl. generale |
| ------ | -------- | --------------------------- | ----- | ------------------ | ------------------- |
| 1ª     | 26 marzo | Castelo de Vide > Marvão    | 167   | Byron Guamá        | Byron Guamá         |
| 2ª     | 27 marzo | Sousel > Montemor-o-Novo    | 192,7 | Eduard Prades      | Carlos Barbero      |
| 3ª     | 28 marzo | Redondo > Mértola           | 205   | Manuel Cardoso     | Carlos Barbero      |
| 4ª     | 29 marzo | Odemira > Santiago do Cacém | 159,2 | Karel Hník         | Carlos Barbero      |
| 5ª     | 30 marzo | Alcácer do Sal > Évora      | 172,9 | Samuel Caldeira    | Carlos Barbero      |
| Totale | Totale   | Totale                      | 896,8 |                    |                     |

## Squadre partecipanti
| N.    | Cod. | Squadra                   |
| ----- | ---- | ------------------------- |
| 1-8   | OFM  | OFM-Quinta da Lixa        |
| 11-18 | BOA  | Radio Popular             |
| 21-28 | LAA  | LA Aluminios-Antarte      |
| 31-38 | EFG  | Efapel-Glassdrive         |
| 41-48 | BBC  | Banco BIC-Carmim          |
| 51-58 | LDD  | Louletano-Dunas Douradas  |
| 61-68 |      | Liberty Seguros-Feira-Ktm |
| 71-78 |      | Anicolor                  |
| 81-88 |      | Cartaxo-Nicolau           |

| N.      | Cod. | Squadra                  |
| ------- | ---- | ------------------------ |
| 91-98   |      | Maia-Bicicletas Andrade  |
| 101-108 | EUK  | Euskadi                  |
| 111-118 | ETI  | Etixx                    |
| 121-128 |      | Bissell Development Team |
| 131-138 | OPM  | Optum by Kelly           |
| 141-148 | ECU  | Team Ecuador             |
| 151-158 | OHR  | Team Øster Hus-Ridley    |
| 161-168 | BDC  | BDC-Marcpol Team         |
| 171-178 | FIX  | Team Fixit.no            |

## Dettagli delle tappe

### 1ª tappa
- 26 marzo: Castelo de Vide > Marvão – 167 km

Risultati
| Pos. | Corridore      | Squadra      | Tempo    |
| ---- | -------------- | ------------ | -------- |
| 1    | Byron Guamá    | Ecuador      | 4h18'25" |
| 2    | Edgar Pinto    | LA Aluminios | s.t.     |
| 3    | Carlos Barbero | Euskadi      | s.t.     |

| Pos. | Corridore      | Squadra      | Tempo    |
| ---- | -------------- | ------------ | -------- |
| 1    | Byron Guamá    | Ecuador      | 4h18'15" |
| 2    | Edgar Pinto    | LA Aluminios | a 4"     |
| 3    | Carlos Barbero | Euskadi      | a 6"     |

### 2ª tappa
- 27 marzo: Sousel > Sousel > Montemor-o-Novo – 192,7 km

Risultati
| Pos. | Corridore      | Squadra    | Tempo    |
| ---- | -------------- | ---------- | -------- |
| 1    | Eduard Prades  | OFM-Quinta | 4h36'10" |
| 2    | Carlos Barbero | Euskadi    | s.t.     |
| 3    | Ryan Anderson  | Optum      | s.t.     |

| Pos. | Corridore      | Squadra    | Tempo    |
| ---- | -------------- | ---------- | -------- |
| 1    | Carlos Barbero | Euskadi    | 8h54'25" |
| 2    | Eduard Prades  | OFM-Quinta | a 6"     |
| 3    | Ryan Anderson  | Optum      | a 9"     |

### 3ª tappa
- 28 marzo: Redondo > Mértola – 205 km

Risultati
| Pos. | Corridore         | Squadra   | Tempo    |
| ---- | ----------------- | --------- | -------- |
| 1    | Manuel Cardoso    | Banco BIC | 5h08'43" |
| 2    | Filipe Cardoso    | Efapel    | s.t.     |
| 3    | Sven Erik Bystrøm | Oster Hus | s.t.     |

| Pos. | Corridore      | Squadra    | Tempo     |
| ---- | -------------- | ---------- | --------- |
| 1    | Carlos Barbero | Euskadi    | 14h03'08" |
| 2    | Eduard Prades  | OFM-Quinta | a 6"      |
| 3    | Ryan Anderson  | Optum      | a 9"      |

### 4ª tappa
- 29 marzo: Odemira > Santiago do Cacém – 159,2 km

Risultati
| Pos. | Corridore      | Squadra    | Tempo    |
| ---- | -------------- | ---------- | -------- |
| 1    | Karel Hnik     | Etixx      | 3h39'11" |
| 2    | Carlos Barbero | Euskadi    | a 9"     |
| 3    | Eduard Prades  | OFM-Quinta | a 14"    |

| Pos. | Corridore      | Squadra    | Tempo     |
| ---- | -------------- | ---------- | --------- |
| 1    | Carlos Barbero | Euskadi    | 17h53'45" |
| 2    | Eduard Prades  | OFM-Quinta | a 8"      |
| 3    | Karel Hnik     | Etixx      | a 15"     |

### 5ª tappa
- 30 marzo: Alcácer do Sal > Évora – 172,9 km

Risultati
| Pos. | Corridore        | Squadra    | Tempo    |
| ---- | ---------------- | ---------- | -------- |
| 1    | Samuel Caldeira  | OFM-Quinta | 4h09'49" |
| 2    | Haavard Blikra   | Oster Hus  | a 2"     |
| 3    | Francisco Moreno | Louletano  | a 5"     |

| Pos. | Corridore      | Squadra    | Tempo     |
| ---- | -------------- | ---------- | --------- |
| 1    | Carlos Barbero | Euskadi    | 22h03'37" |
| 2    | Eduard Prades  | OFM-Quinta | a 10"     |
| 3    | Karel Hnik     | Etixx      | a 17"     |

## Classifiche finali

### Classifica generale
| Pos. | Corridore            | Squadra       | Tempo     |
| ---- | -------------------- | ------------- | --------- |
| 1    | Carlos Barbero       | Euskadi       | 22h03'37" |
| 2    | Eduard Prades        | OFM-Quinta    | a 10"     |
| 3    | Karel Hnik           | Etixx         | a 17"     |
| 4    | Edgar Pinto          | LA Aluminios  | a 20"     |
| 5    | Daniel Mestre        | Banco BIC     | a 32"     |
| 6    | Byron Guama          | Ecuador       | a 33"     |
| 7    | Frederico Figueiredo | Radio Popular | a 35"     |
| 8    | Garikoitz Bravo      | Efapel        | s.t.      |
| 9    | Manuel Antunes       | Banco BIC     | a 36"     |
| 10   | Tanner Putt          | Bissell       | a 39"     |

### Classifica a punti
| Pos. | Corridore         | Squadra      | Punti |
| ---- | ----------------- | ------------ | ----- |
| 1    | Carlos Barbero    | Euskadi      | 68    |
| 2    | Eduard Prades     | OFM-Quinta   | 51    |
| 3    | Edgar Pinto       | LA Aluminios | 44    |
| 4    | Haavard Blikra    | Oster Hus    | 37    |
| 5    | Sven Erik Bystrøm | Oster Hus    | 36    |

### Classifica scalatori
| Pos. | Corridore      | Squadra      | Punti |
| ---- | -------------- | ------------ | ----- |
| 1    | Byron Guama    | Ecuador      | 13    |
| 2    | Carlos Barbero | Euskadi      | 10    |
| 3    | Edgar Pinto    | LA Aluminios | 8     |
| 4    | Joni Brandão   | Efapel       | 5     |
| 5    | Eduard Prades  | OFM-Quinta   | 4     |

### Classifica giovani
| Pos. | Corridore         | Squadra   | Tempo     |
| ---- | ----------------- | --------- | --------- |
| 1    | Tanner Putt       | Bissell   | 22h04'16" |
| 2    | Jaime Rosón       | Ecuador   | a 10"     |
| 3    | Joaquim Silva     |           | a 15"     |
| 4    | Sven Erik Bystrøm | Oster Hus | a 19"     |
| 5    | Markus Hoelgaard  | Etixx     | a 42"     |

### Classifica a squadre
| Pos. | Squadra            | Tempo     |
| ---- | ------------------ | --------- |
| 1    | Euskadi            | 66h13'14" |
| 2    | Efapel-Glassdrive  | a 3"      |
| 3    | OFM-Quinta da Lixa | a 14"     |
| 4    | Banco BIC-Carmim   | a 28"     |
| 5    | Etixx              | a 34"     |